# Віктор (Чолакович)
Митрополит Віктор (в миру Вакула Чолаков, болг. Вуколо Чолаков, серб. Вуколо Чолаковић; 1797, Калофер, Османська імперія — 31 травня 1888 Белград, Королівство Сербія) — єпископ Сербської православної церкви, митрополит Нішський. Єдиний митрополит Нішський в складі Болгарського екзархату; після звільнення Ніша від турків — у клірі Сербської православної церкви.

## Біографія
Початкову освіту здобув у рідному Калофері. Став послушником в Калоферському чоловічому монастирі Різдва Пресвятої Богородиці. Там був пострижений в чернецтво і висвячений в сан ієродиякона, потім в ієромонаха. Деякий час жив в Хілендарі, як святогорський сповідник, там же був зведений в сан архімандрита.
Близько 1832 року в призначений представником (таксідіотом) Хіландара в Ниші. В той час було засновано Сербське князівство та посилено сербослов'янізм у Поморові, що було результатом сербської культурної та церковної пропаганди. За часів холери в Ниші, в 1832, 1838 і 1842 роках, коли всі священики втекли, на своїй посаді залишився лише Віктор, чим заслужив шану та любов своєї громади.
Як представник Нішскої єпархії був присутній на 1-му Болгарському церковно-народному Соборі, що проходив з 23 лютого до 24 липня 1871 році в Константинополі.
28 травня 1872 року в Константинополі хіротонізований на єпископа з возведенням у сан митрополита Нішського.
У 1874 році обраний членом Священного Синоду Болгарського Екзархату, але, будучи прихильником сербів, не відвідував засідань Синоду і та був змінений.
Після звільнення Ниша в результаті Другої сербсько-турецької війни і приєднання Нішського, Піротського, Вранського і Топлічського округів до Сербії від імені священства і народу 18 січня 1878 проголосив приєднання до Сербської православної церкви, про що сповістив митрополита Сербського Михаїла Йовановича. Його рішення було підтримано і указом від 1 лютого 1879 року митрополит Віктор поставлений єпископом Нішським в складі Белградської митрополії.
18 січня 1878 року указом князя Милана Обреновича нагороджений Таковським хрестом III ступеня за заслуги.
1 квітня 1883 рішенням Священного Архієрейського Собору за підтримку митрополита Михаїла в конфлікті з владою був звільнений від обов'язків єпархіального архієрея з визначенням місця проживання в монастирі Петковіца, поблизу міста Сремська Митровиця.
27 лютого 1883 року обраний почесним членом Сербського вченого товариства.
Помер 31 травня 1888 року в Белграді. Похований в церкві святого Марка.